# Sankt Michael im Burgenland
Sankt Michael im Burgenland è un comune austriaco di 997 abitanti nel distretto di Güssing, in Burgenland; ha lo status di comune mercato (Marktgemeinde).